# الکس هوا تیان
الکس هوا تیان (انگلیسی: Alex Hua Tian؛ زادهٔ ۲۵ اکتبر ۱۹۸۹) سوارکار اهل چین است. وی در بازی‌های المپیک تابستانی ۲۰۰۸، ۲۰۱۶ و ۲۰۲۰ حضور داشته‌است.